# Vaudou (film, 1943)
Pour l’article homonyme, voir Vaudou.
Pour plus de détails, voir Fiche technique et Distribution.
Vaudou (I Walked with a Zombie) est un film américain réalisé par Jacques Tourneur, sorti en 1943.

## Synopsis
Une île proche d'Haïti. Une infirmière, Betsy Connell, est engagée pour s'occuper de Jessica, la femme de Paul Holland. Elle pense que Jessica a été envoûtée par des rites vaudous, elle finira par apprendre qu'en fait c'est un zombie.

## Fiche technique
- Titre : Vaudou
- Titre original : I Walked with a Zombie
- Réalisation : Jacques Tourneur
- Scénario : Ardel Wray et Curt Siodmak d'après une histoire de Inez Wallace
- Direction artistique : Albert S. D'Agostino, Walter E. Keller
- Décors : Darrell Silvera, A. Roland Fields
- Photographie : J. Roy Hunt
- Son : John C. Grubb
- Musique : Roy Webb
- Montage : Mark Robson
- Production : Val Lewton
- Société de production : RKO Radio Pictures
- Société de distribution : RKO Radio Pictures
- Pays d'origine :  États-Unis
- Langue originale : anglais
- Format : noir et blanc — 35 mm - 1,37:1 - Mono (RCA Sound System)
- Genre : Horreur et fantastique
- Durée : 68 minutes
- Dates de sortie :
  - États-Unis : 21 avril 1943 (première à New York)
  - France : 27 septembre 1967

## Distribution
- James Ellison : Wesley Rand
- Frances Dee : Betsy Connell
- Tom Conway : Paul Holland
- Edith Barrett : Mme Rand
- James Bell : Dr Maxwell
- Christine Gordon : Jessica Holland
- Teresa Harris : Alma, la femme de ménage
- Sir Lancelot : le chanteur de Calypso
- Darby Jones : Carre Four
- Jeni Le Gon : danseuse
- Clinton Rosemond : cocher

## Chanson du film
- Fort Holland Calypso Song, paroles et musique de Sir Lancelot (en), interprétée par Sir Lancelot.

## Autour du film
- Librement inspiré de Jane Eyre de Charlotte Brontë[1].